# Rudolf Jíša
Rudolf Jíša (* 9. dubna 1945) je bývalý český fotbalista, útočník a obránce.

## Fotbalová kariéra
V československé lize hrál za SONP Kladno ve 20 zápasech, v nichž dal 1 gól.

## Ligová bilance
| Ročník                                   | Zápasy | Góly | Minuty | Klub        |
| ---------------------------------------- | ------ | ---- | ------ | ----------- |
| 1. československá fotbalová liga 1963/64 | 3      | 0    | 180    | SONP Kladno |
| 1. československá fotbalová liga 1964/65 | 7      | 0    | 465    | SONP Kladno |
| 1. československá fotbalová liga 1969/70 | 10     | 1    | 651    | SONP Kladno |
| CELKEM                                   | 20     | 1    | 1 296  |             |